# 青空のプラネタリウム
青空のプラネタリウム（あおぞらのぷらねたりうむ）は、2020年8月に結成され2022年3月をもって活動休止となった日本の女性アイドルグループ。
略称はアオプラ。

## 概要
「純粋な気持ちのように透きとおる青空と、人の想いや願いでつくられた星座。青空で繋げる星たちのように、またとないパフォーマンスで魅了する。」をコンセプトに活動するアイドルグループ。
2020年8月16日に『i-LIVE2020 青空のプラネタリウムデビュー記念ライブ』＠渋谷ストリームホールにてデビューした。
デビュー半月の2020年9月5日に、TGC（東京ガールズコレクション）Autumn/Winter＠さいたまスーパーアリーナにオープニングアクトアーティストとして出演。ライブ映像は『LINE LIVE』にて視聴者22万人に生中継された。

## 略歴

### 2020年
- 8月16日：『i-LIVE2020 青空のプラネタリウムデビュー記念ライブ』＠渋谷ストリームホールにてデビューライブ出演。
- 9月5日：TGC（東京ガールズコレクション）Autumn/Winter＠さいたまスーパーアリーナにオープニングアクトアーティストとして出演[1]。
- 9月16日 - 20日：『横浜1000club』、『名古屋33studio』、『神戸港メリケンパーク』と横浜・名古屋・神戸での地方遠征ライブ出演。
- 9月30日：公式YouTubeチャンネル『アオプラス』公開。
- 10月3日・14日：メイドカフェ『めいどりーみん』共同で、メイド衣装コスプレライブ、コラボメニューの販売を秋葉原Heaven's Cate店で実施[2]。
- 10月31日：『MANY KAWA IDOL POP UP!! vol.2』＠新宿KeyStudioにて、雛田エマの生誕祭ライブ出演。
- 11月11日：1st Single『走り出したユメ』のデジタルリリース（Apple Music、Spotify、LINE MUSICなど）。
- 11月11日：1st Single『走り出したユメ』のミュージックビデオを公開。
- 11月15日：『MANY KAWA IDOL POP UP!! vol.3』@新宿KeyStudioにて、新衣装お披露目ライブを実施。
- 12月23日：『MANY KAWA IDOL POP UP!! vol.4』@新宿KeyStudioにて、葉山モモの加入お披露目ライブを実施。

### 2021年
- 2月6日：雛田エマの卒業を発表。
- 2月20日：『THIS is OUR HOME』＠下北沢シャングリラにて、葉山モモの生誕ライブを実施。新曲『ミラクルパーティー』を、お披露目。
- 3月19日：『IDOL LIVE JAPAN』@新宿KeyStudioにて、聖月ヒメノの生誕ライブを実施し。聖月ヒメノが作詞協力した新曲『きみ恋慕』を、お披露目。
- 4月4日：『アステリズム！』、『青空のミルキーウェイ』、『Connect』、『ミラクルパーティー』、『きみ恋慕』のデジタルリリース（Apple Music、Spotify、LINE MUSICなど）。
- 5月12日：葉山モモの卒業を前提とした活動休止を発表。
- 5月25日：初のワンマンライブ”青祭”をShibuya DESEOにて実施。

### 2022年
- 5月9日：himeno(聖月ヒメノ)・Aina(涼風アイナ)・Mari(浜辺マリ)・Yuna(小野寺ユナ)＋Himawari(清水ひまわり)で「NSTAR」となる。
- 6月3日：デビュー曲「アステリズム」に作詞作曲依頼された方のJASRAC契約を運営が拒否し続け支払いがされていないことが判明。 別人名義で配信の無断リリース。運営側からは謝罪などが全くなく刑事告訴準備中。更に元メンバー・スタッフへの給料未払いも発覚[3]。
- 6月12日：NSTARとして再デビューを目論むもデビューライブ中止を発表。不祥事については一切の謝罪も説明もないまま[4]。4人のメンバーが謝罪。(メンバーさんに一切の非はないと思われる) ひまわり氏は沈黙を貫く。
- 6月14日：デビュー曲「アステリズム」しほり氏の怒り→当該曲をレコーディングし直して「New version」として2022年1月に再リリースしてたとJASRAC経由で判明[5]。
- 6月19日：振付師Aさんへの給料未払いが発覚(2ヶ月分)[6]。
- 6月20日：振付師Bさんへの給料、スタジオレンタル振替費の未払い発覚[7]。
- 6月22日：聖月ヒメノ、事務所退所[8]。
- 6月23日：浜辺マリ、事務所退所[9]。
- 6月24日：涼風アイナ、事務所退所[10]。
- 6月28日：小野寺ユナ、事務所退所[11]。
- 6月30日：振付師Bさんへの給料、スタジオレンタル振替費の未払いについてその後も連絡がなく進展していないことが発覚[12]。
- 7月5日：NSTARのデビューライブ中止の返金が未完了であることが発覚した。

## メンバー
※1 正式な発表がないため青空のプラネタリウム活動休止ライブの日にち（3/28）を活動終了日と仮定

### 元メンバー
| 名前                        | 誕生日  | 出身地 | カラー | 活動期間                      | 卒業                |
| --------------------------- | ------- | ------ | ------ | ----------------------------- | ------------------- |
| 雛田 エマ ひなた えま       | 11月3日 | 大阪府 | 紫     | 2020年8月16日〜2021年1月4日   | 2021年2月6日        |
| 朝比ナコ あさひ なこ        | 12月8日 | 東京都 | 黄     | 2020年8月16日〜2022年3月28日  | 2022年5月3日        |
| 宇佐見アンナ うさみ あんな  | 7月19日 | 千葉県 | 赤     | 2020年8月16日〜2021年8月31日  | 2021年9月28日       |
| 葉山 モモ はやま もも       | 2月17日 | 京都府 | 緑     | 2020年12月23日〜2021年5月12日 | 2021年6月15日       |
| 聖月ヒメノ みづき ひめの    | 3月1日  | 埼玉県 | 白     | 2020年8月16日〜2022年3月28日  | 2022年6月22日(退所) |
| 涼風 アイナ すずかぜ あいな | 8月15日 | 京都府 | 紫     | 2021年8月22日〜2022年3月28日  | 2022年6月24日(退所) |
| 浜辺 マリ はまべ まり       | 5月10日 | 静岡県 | 赤     | 2021年10月19日〜2022年3月28日 | 2022年6月23日(退所) |
| 小野寺 ユナ おのでら ゆな   | 5月6日  | -      | 緑     | 2021年10月19日〜2022年3月28日 | 2022年6月28日(退所) |

## 作品

### 楽曲
リンクをクリックするとyoutubeに飛びます。
| タイトル             | デジタルリリース | 備考                                        |
| -------------------- | ---------------- | ------------------------------------------- |
| 走り出したユメ       | 2020年11月13日   | New Versionをデジタルリリース(2022年1月5日) |
| アステリズム！       | 2021年3月31日    | New Versionをデジタルリリース(2022年1月5日) |
| 青空のミルキーウェイ | 2021年3月31日    | New Versionをデジタルリリース(2022年1月5日) |
| Connect              | 2021年3月31日    | New Versionをデジタルリリース(2022年1月5日) |
| ミラクルパーティー   | 2021年4月4日     | New Versionをデジタルリリース(2022年1月5日) |
| きみ恋慕             | 2021年4月4日     | New Versionをデジタルリリース(2022年1月5日) |
| walk on blue         | 2021年12月7日    |                                             |
| 未来の星間線         | 2022年1月18日    |                                             |

### MV
| タイトル       | リンク                                           |
| -------------- | ------------------------------------------------ |
| 走り出したユメ | 青空のプラネタリウム『走り出したユメ』MV@YouTube |

## その他
姉妹グループになりたいグループとして茜空のプラネタリウムが活動していたが2022年4月6日をもって活動休止となった。